# پیناکوتکای سائو پائولو
پیناکوتکای سائو پائولو (انگلیسی: Pinacoteca do Estado de São Paulo) یکی از مهم‌ترین موزه‌های هنری در برزیل است.
بنای این مکان در سال ۱۹۰۰ ساخته شد. این موزه، قدیمی‌ترین موزهٔ هنر سائو پائولو است که در ۲۴ دسامبر ۱۹۰۵ افتتاح شده و از ۱۹۱۱ یکی از موزه‌های ایالتی است.

## نگارخانه

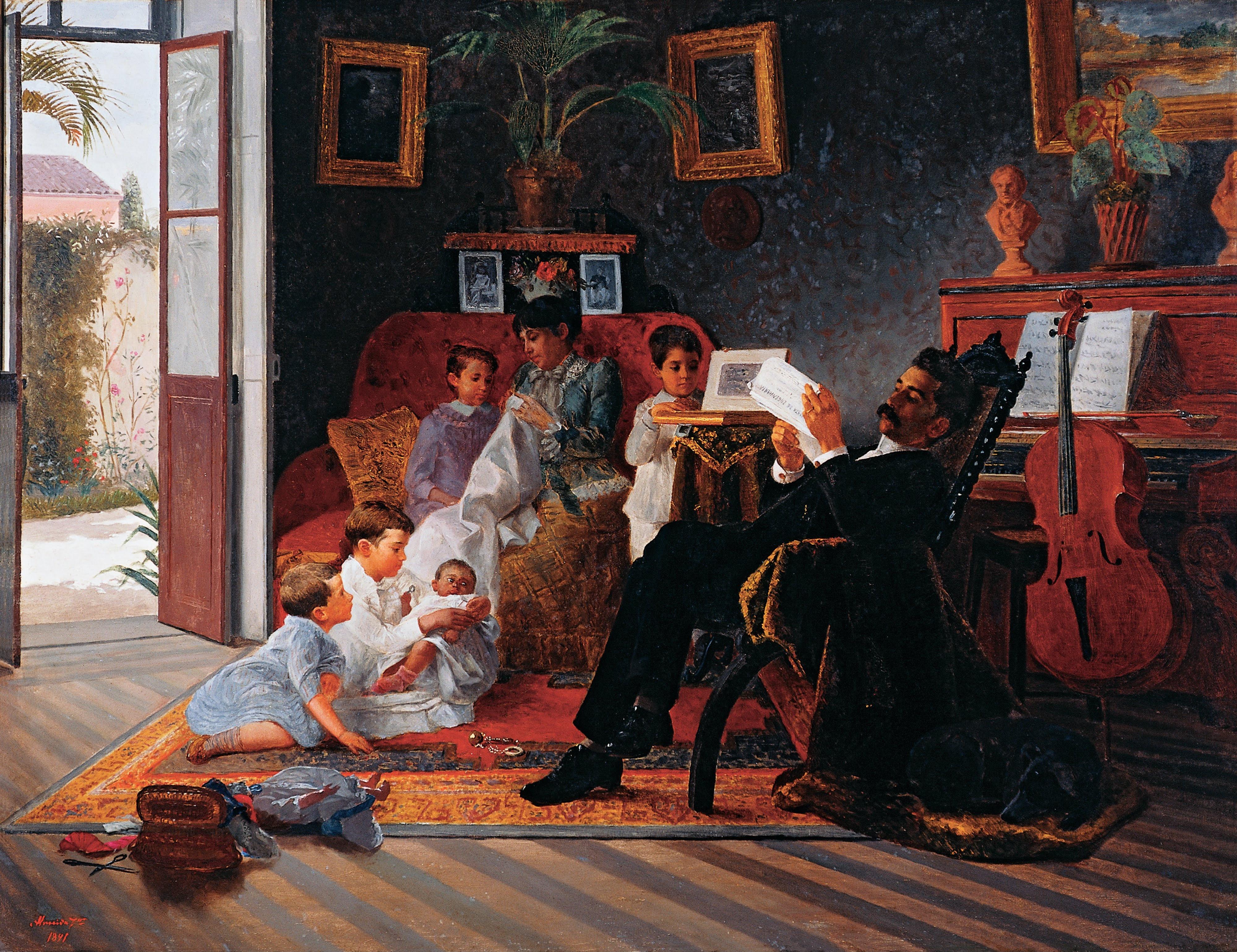
نگاهی به خانوادهٔ آدولفو پینتو ۱۸۹۱ م. اثر آلمیدا جونیور
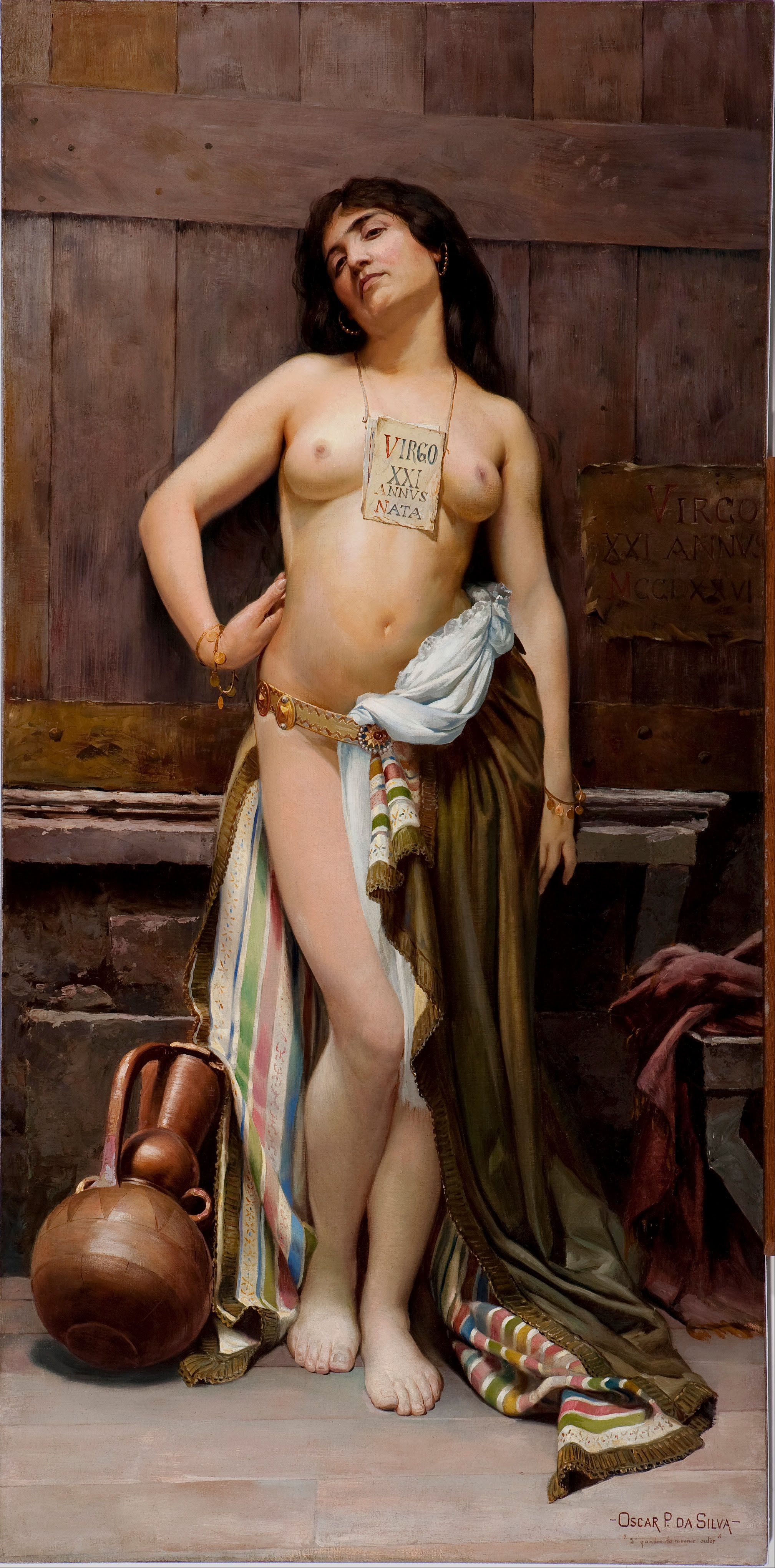
بردهٔ رومی حوالی ۱۸۹۴ م. اثر اسکار پرئیرا دا سیلوا
سوداد ۱۸۹۹ م. اثر خوزه فراز د آلمیدا جونیور
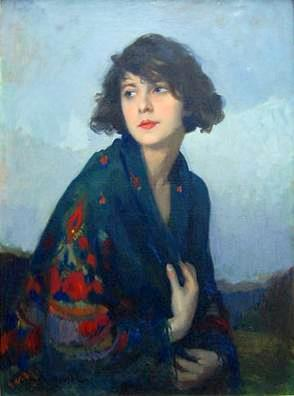
زنی با شال آبی پیش از ۱۹۲۷ م. اثر سیپرین اوژن بوله
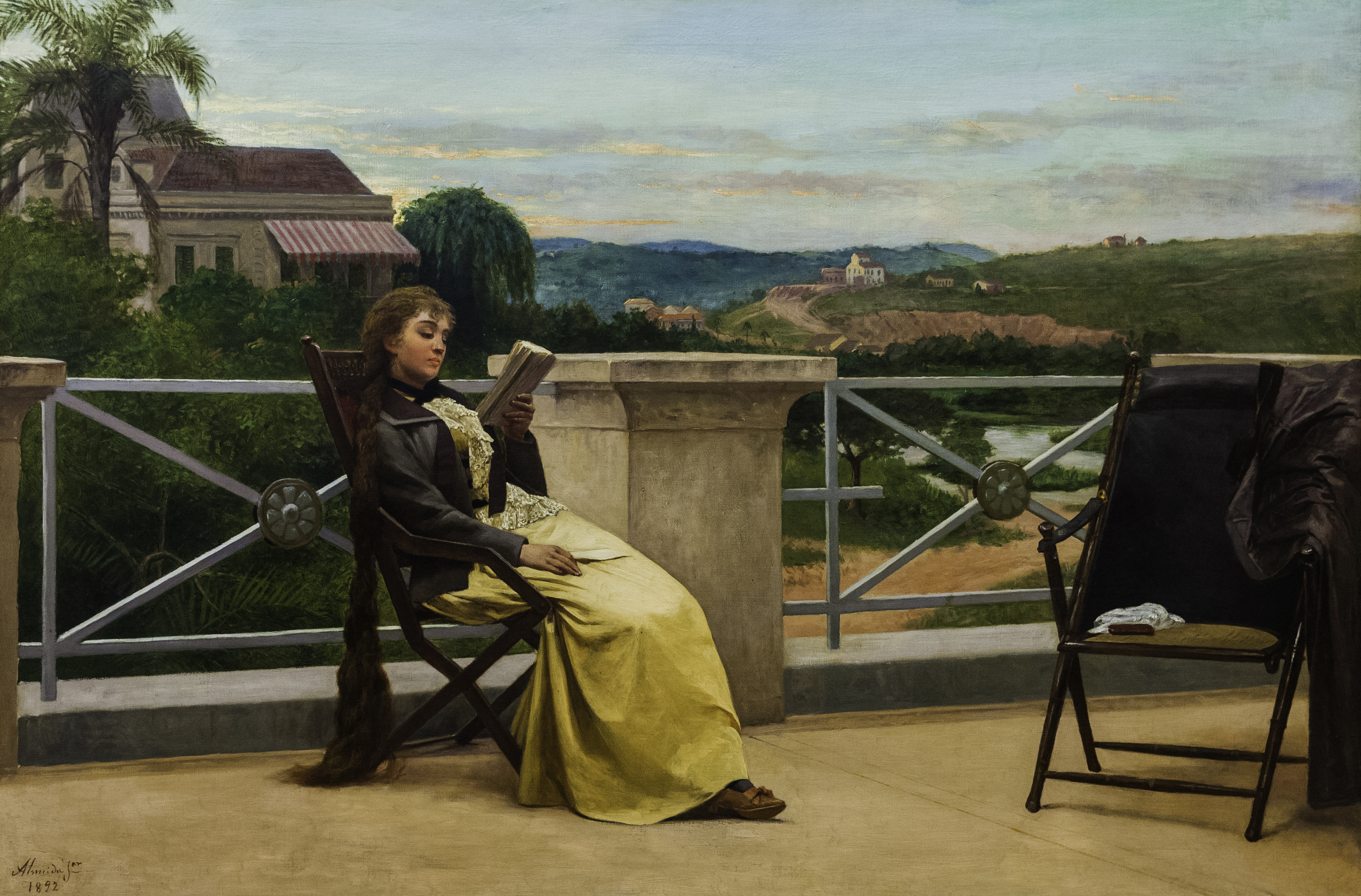
مطالعه
۱۹۸۲ م.
اثر آلمیدا جونیور